# 安東·斯莫利斯基
安東·斯莫利斯基（1996年12月16日—），白俄羅斯冬季兩項運動員，他代表白俄羅斯隊參加了中國北京舉行的2022年冬季奧林匹克運動會，並且在冬季兩項男子個人賽上獲得銀牌。